# معركة الخليل 1938
معركة الخليل وهي إحدى معارك ثورة فلسطين 1936 وقعت في مدينة الخليل في تاريخ 22 آب من العام 1938 بقيادة القائد عبد الحليم الجولاني المُلقّب ب«الشَّلف».

## خلفية المعركة
بعد أن استطاع القائد عبد الحليم الجولاني تأمين السلاح والذخيرة الكافيين قام الثوار الفلسطينيون بالقيام بجولة عامة في معظم قرى منطقة الخليل لإعداد السكان للمعركة القادمة وهي احتلال مدينة الخليل. وبالفعل سارع الثوار الفلسطينيون بتلبية نداء القائد عبد الحليم الجولاني وانضموا باسلحتهم إلى قوات الثورة وبلغ عددهم تحت إمرته 120 مقاتلًا، وتم الاتفاق على احتلال مدينة الخليل في وادي بيت عانون.

## سير المعركة
في الساعة الرابعة مساءً في 22 آب عام 1938 نُفّذت الخطة على النحو التالي:
1. رابط فصيل شكري زيتون على طريق القدس - الخليل وسد الطريق بالحجارة في موقع عين سارة على بعد 2 كم من الخليل وذلك لمنع وصول أي نجدة إنجليزية أثناء المعركة.
2. رابط فصيل محمد إسماعيل وعر من حلحول على طريق الخليل - بيت جبرين في موقع وادي القف لمنع وصول النجدات الإنجليزية من غزة.
3. رابط فصيل يوسف جنيد من الخليل على طريف الخليل - بئر السبع قرب وادي المغير لمنع وصول النجدات الإنجليزية من تلك الناحية.

بعد أن تمت هذه الترتيبات تقدم فصيل عبد شاكر جنيد واحتل دائرة البريد وباب الزاوية بدون قتال. ثم تقدم فصيل سعيد عبده نائب القائد نحو مركز الشرطة وبنك باركلس فوجدوا بطريقهم مصفحة فيها 5 من عناصر الشرطة الإنجليزية وهم يحرسون البنك ولكن هؤلاء بوغتوا باطلاق النار عليهم من الثوار ولم يستطيعوا السيطرة والاتزان واستعمال سلاحهم وقُتلوا جميعًا، ثم أحرق الثوار المصفحة بعد أن غنموا أسلحة الحراس. بعد ذلك زحف الثوار إلى داخل البنك ولما عجزوا عن فتح الخزانة الحديدية للأموال أشعلوا النار في البنك وغادروا بسلام.
بعدها احتل الثوار مركز الشرطة بدون مقاومة لأن عناصر الشرطة كانوا من العرب. وقد استولى الثوار على 25 بندقية وعدد من المسدسات وكمية من الذخيرة. أما الجولاني وفصيل القيادة فقد كان يتجول أثناء عملية احتلال مدينة الخليل داخل شوارع المدينة لتقوية الروح المعنوية عند السكان.
استمر الاحتلال لأكثر من ثلاث ساعات انسحب بعدها الثوار دون أن يُصاب أيٌ منهم بأذى إلى موقع شِعب الملح الواقع غربي الخليل حيث الأحراج والأشجار الكثيفة، وقد اتخذ الجولاني هذا الموقع المركز الدائم للقيادة.